# Sonsonate (miasto)
Sonsonate – miasto w zachodnim Salwadorze, położone około 65 km na zachód od stolicy kraju San Salvador, około 20 km na północ od wybrzeża Oceanu Spokojnego. Niedaleko miasta znajduje się czynny wulkan Izalco (1965 m n.p.m.). Ośrodek administracyjny departamentu Sonsonate. Ludność (2007): 49,1 tys. (miasto), 71,5 tys. (gmina).
Miasto leży przy drodze i linii kolejowej łączącej stolicę kraju z ważnym portem morskim Acajutla. Sonsonate to ważny ośrodek przemysłowy i handlowy tej części kraju. Rozwinął się tu głównie przemysł spożywczy, który bazuje na produktach rolnych uprawianych w jego okolicach: trzcinie cukrowej, kawie, tytoniu i ryżu. Poza tym rozwinął się tutaj przemysł tytoniowy, olejarski, odzieżowy.